# Биху (фестивал)
Биху наричан "Фестивалът на реколтата" е фестивал провеждан в индийския щат Асам. Представлява набор от три различни културни фестивала, провеждани през различни периоди от годината. Бохаг Биху отбелязва началото на сезона на прибиране на реколтата и се счита за първия ден от асамската Нова година. Празнува се през средата на Април. Конгали Биху или Кати Биху, се празнува по време на преместването на оризовите фиданки през месец октомври. Бхогали Биху или Магх Биху се празнува през месец януари, което отбелязва края на сезона на жътва. 